# اختبار نقاط الرعاية المتعدد

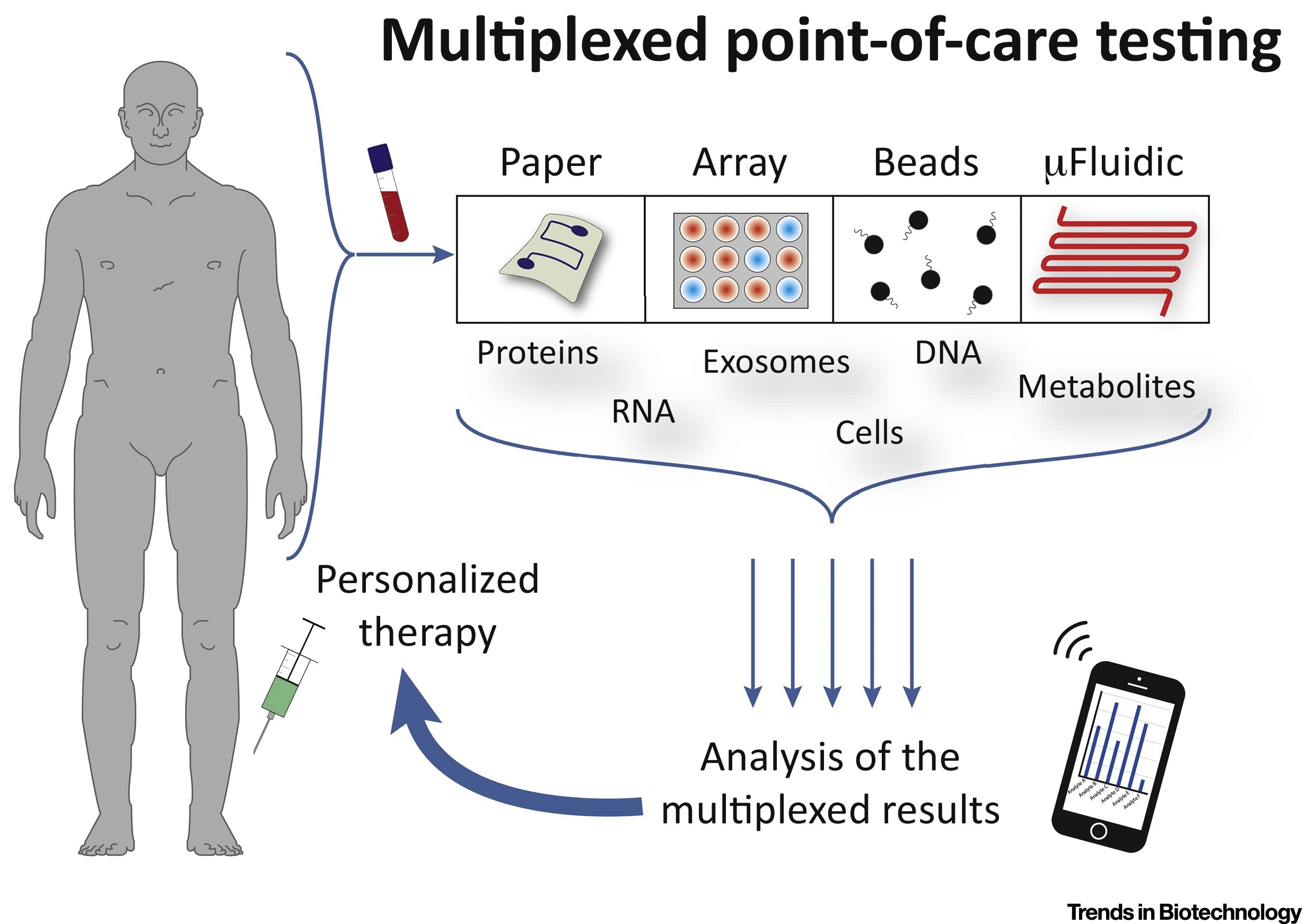
تخطيطي لأنواع xPOCT المختلفة

اختبار نقطة الرعاية المتعددة هو اختبار بجوار السرير تم تصميمه لتوفير الاختبارات التشخيصية بالقرب من المكان أو الزمان الذي يقبل فيه المريض. تستخدم POCT تركيزات التحليلات لتزويد المستخدم بمعلومات عن الحالة الفسيولوجيه للمريض[1]
تسمح بمعالجة عينه بيولوجيه واحدة للحصول على نتائج علامات حيوية متعددة بإجراء اختبار POCT للمرضى للمرضى الذين تتطلب منهم تأكيد مؤشرات حيوية متعددة واخبارات قبل التشخيص (أنواع متعددة من السرطانات) [1]

## خلفية
تاريخا كانت الاختبارات الطبية عملية شاقة وطويلة ومكلفة في بيئة سريرية. عادة يتضمن أخذ عينه كبيرة من المريض (البول والدم ومسحة الأنسجة) ومعالجتها في مختبر منفصل منذ الخمسينات من القرن الماضي تم عرض المقايسات المناعية الإشعاعية لأول مرة للكشف الدقيق عن مستويات الانسولين والثيروكين في بلازما الدم [2]
كانت هناك حركة نحو تقنيات أسرع وأكثر بساطة وفعالية من حيث التكلفة تتطلب كميات صغيرة من المواد البيولوجية لتحقيق نتائج. وقد سميت هذه الحركة بتقنية الموائع الدقيقة والمعامل على الشريحة، وتهدف إلى إعادة نتائج الاختبار بدقة وسرعة وسهولة إلى المريض بتكلفة منخفضة وتعقيد لضمان أفضل رعاية للمريض. يهدف اختبار نقاط الرعاية المتعددة إلى القيام بكل هذه الأشياء، ولكن باستخدام مؤشرات حيوية متعددة في وقت واحد. يشير ميكروفلويديك إلى دراسة ومراقبة كميات صغيرة جدا من السوائل والمختبر على رقاقة هي رقاقة إلكترونية عادة ما تكون حوالي 3 مليمترات مربعة لديها القدرة على أداء مختلف المختبرات مثل الرحلان الكهربائي الشعري و PCR.

## خصائص تقنية xPOCT
يجب أن يوفر الجهاز المثالي لاختبار نقطة الرعاية المتعددة الإرسال حساسية عالية وإمكانية معالجة عينة واحدة باستخدام أنواع متعددة من الاختبارات. يجب أن يكون قادرًا على اختبار أنواع مختلفة من المواد، بما في ذلك البروتينات والأدوية والحمض النووي الريبي والخلايا في نفس الوقت. إن أداء جهاز الاستشعار العالي الذي يتطلب عينات صغيرة، وأوقات استجابة قصيرة، وتعقيد منخفض للنظام لغير الخبراء، وتكلفة منخفضة هي بعض خصائص تقنية xPOCT. خاصة بالنسبة للإعدادات المحدودة الموارد (البلدان النامية، مكاتب الأطباء، في المنزل مباشرة)، الأجهزة الخالية من المعدات أو الهواتف الذكية مفيدة جدًا.
يجب أن تحقق أجهزة xPOCT ما يلي:  
- انخفاض استهلاك العينة (مثل الدم من وخز الإصبع) أو القدرة على القياس في العينات غير الغازية (مثل اللعاب أو البول أو مكثف التنفس الزفير)
- أوقات سريعة من العينة إلى النتيجة مما يتيح العلاج الفوري
- عمر تخزين طويل مع تخزين كاشف ممتد
- سهولة التخزين
- نتائج اختبار قابلة للمقارنة مع نتائج المختبر المركزي لضمان معايير الجودة الدولية (ISO 15189 )
- تشغيل تلقائي أو سهل للنظام مع تدخل المستخدم المصغر
- أنظمة قراءة رخيصة ومحمولة (مثل القارئات المحمولة باليد) جنبًا إلى جنب مع شرائط اختبار أو خراطيش يمكن التخلص منها تستوفي إرشادات التشخيص المختبري (توجيهات الاتحاد الأوروبي أو لوائح إدارة الأغذية والأدوية ).

## التقنيات
يتم تحقيق الكشف عن متعدد الخلايا في الغالب من خلال ثلاثة مناهج مختلفة ولكن التكنولوجيا تهدف بشكل رئيسي إلى استخدام مجموعة واحدة أو صغيرة من العينات البيولوجية لتقسيمها أو فصلها لتقرأها أنواع مختلفة من المقايسات:
1. فصل إقليمي يستخدم أقسامًا متميزة من شبكة قنوات أو مجموعة من الأقطاب الكهربائية
2. الفصل المكاني لمواقع الكشف بمساعدة الآبار أو البقع المختلفة
3. تطبيق ملصقات متعددة مثل الإنزيمات وجزيئات الأكسدة والخرز والأصباغ

تستخدم أجهزة xPOCT الأخرى مطياف الكتلة (MS) لتحديد المؤشرات الحيوية مباشرة  على سبيل المثال، الإمتزاز / التأين بالليزر بمساعدة المصفوفة (MALDI) -MS لتحديد مسببات الأمراض بسرعة، ولكن الأجهزة التي تستخدم هذه التكنولوجيا تميل إلى أن تكون ضخمة ويصعب استخدامها. بالنسبة لقراءة الإشارة، يتم استخدام طرق الكشف البصري والكهروكيميائي بشكل أساسي. 
الأنواع الحالية من أجهزة التشخيص  المستخدمة هي:
- الأنظمة الورقية - اختبارات التدفق الجانبي مثل اختبارات الحمل، التي تستخدم عينات تتفاعل مع الجسيمات الملونة وتتطلب من الجهاز قراءة توقيع اللون
- الأنظمة القائمة على المصفوفة - الأجهزة التي تحتوي على أقطاب كهربائية أو جزيئات الفلورسنت فيها الحساسة لبعض التحليلات
- الأنظمة القائمة على الخرزة - الأنظمة التي تستخدم الخرزات كمادة للتحاليل للربط على وجه التحديد ويتم بعد ذلك ترشيح تلك المجمعات أو فصلها حسب الحجم أو اللون، على سبيل المثال قياس التدفق الخلوي القائم على الخرزة

## الفوائد والتحديات
xPOCT لها فوائد وتطبيقات لا تصدق للرعاية الصحية والتكنولوجيا. إنها تسمح بتكنولوجيا أكثر فعالية من حيث التكلفة، وسريعة، ومحمولة، وأقل إيلاما، وأقل تعقيدا ولكنها دقيقة يمكن استخدامها لاختبار مؤشرات الحالات التي كانت تتطلب في السابق عينات متعددة وعدة ساعات أو أيام للقيام بها. بالإضافة إلى تداعياته في البيئة السريرية، فإن التعقيد المنخفض وسهولة النقل للعديد من أجهزة اختبار نقطة الرعاية المتعددة الإرسال يسمح باستخدامه من قبل غير الخبراء في المنزل لكل من يحتاج إلى أنظمة مراقبة صحية في المنزل وللاستخدامات الطبية الشخصية الأخرى. يبدو أن حدوث الإيجابيات الكاذبة أو السلبيات الكاذبة منخفض. 
يواجه الوصول إلى المساحة المثلى للأداء العالي والتعقيد المنخفض والتكلفة والحجم بعض التحديات. يجب على العلماء والمستشفيات والمصنعين وصانعي السياسات التأكد من أن البيانات التي تم جمعها من هذه الأجهزة ستكون آمنة، وأن الأجهزة والمواد المستخدمة جنبًا إلى جنب معها تظل ميسورة التكلفة وآمنة. بالإضافة إلى هذه الأشياء، يجب أن تعمل الأجهزة نفسها لفترات طويلة من الزمن ويجب أن تجد طرقًا للتعامل مع حساسيتها تجاه اختلاف المريض، والبيئة (الرطوبة ودرجة الحرارة وما إلى ذلك).).  

## بحث مستقبلي
يركز البحث الحالي الذي يتم إجراؤه فيما يتعلق بـ xPOCT على جعل متطلبات شيء يمكن اعتباره xPOCT أسهل وأرخص في الحصول عليه.  يعمل العلماء على جعل أجهزة نقطة الرعاية المتعددة أصغر حجمًا وأكثر قابلية للحمل وبأسعار معقولة. يتم البحث أيضًا عن الحد الأقصى لعدد التحليلات التي يمكن اختبارها دفعة واحدة، إذا كانت الهواتف الذكية جهازًا جيدًا لاستخدامه لتقديم نتائج الاختبار، ويمكن أن يكون هناك جهاز يسمح للمريض بارتداء جهاز xPOC تراقب باستمرار المؤشرات الحيوية ذات الاهتمام. 